# Универзитет у Питсбургу
Универзитет у Питсбургу (енгл. University of Pittsburgh) је државни универзитет у Питсбургу. Састоји се од 17 додипломских и постдипломских школа и колеџа у урбаном кампусу у Питсбургу, где се налази централна администрација и око 28.000 студената основних и постдипломских студија.